# Tresigallo
Tresigallo (emilián nyelven Trasgàl) település Olaszországban, Emilia-Romagna régióban, Ferrara megyében. Lakosainak száma 4387 fő (2018. január 1.). Tresigallo Ferrara, Formignana, Migliarino, Ostellato és Jolanda di Savoia községekkel határos.

## Népesség
A település lakossága az elmúlt években az alábbi módon változott:

| 2017 | 4 434 |
| 2018 | 4 387 |